# Walter Spence
Walter Spence   (Linden, 3 de març de 1901 - White Plains, 16 d'octubre de 1958) va ser un nedador de la Guaiana Britànica que va competir sota bandera canadenca als Jocs Olímpics de 1928 i 1932. Era germà del també nedador Leonard Spence.
Spence va néixer a Christianburg, Guaiana Britànica, i era el més gran de vuit germans. El seu pare era escocès i treballava de caçador i guia, mentre que la seva mare era índia. Va aprendre a nedar al riu Demerara, com els seus germans. Després de convertir-se en el millor nedador de la Guaiana Britànica marxà a Trinitat per continuar competint. El 1923 es traslladà als Estats Units, on competí amb l'equip Brooklyn Central YMCA. El 1925 havia millorat deu rècords mundials. Posteriorment va competir amb el Penn Athletic Club de Filadèlfia, Pennsilvània.
El 1928 va disputar amb el Canadà els Jocs Olímpics d'Amsterdam, on disputà tres proves del programa de natació. Va guanyar la medalla de bronze en els 4x200 metres lliures, formant equip amb Garnet Ault, Frederick Bourne i James Thompson, mentre en els 100 metres lliures i 200 metres braça fou sisè. Quatre anys més tard, als Jocs de Los Angeles, disputà quatre proves del programa de natació, en què destaca la quarta posició en els 4x200 metres lliures, mentre en les altre proves quedà eliminat en semifinals. Representat la Guaiana Britànica guanyà la medalla de plata en les 220 iardes braça als Jocs de l'Imperi Britànic de 1938.
El 1930 es va matricular a la Universitat Rutgers, on es va llicenciar en periodisme el 9 de juny de 1934.
Després de retirar-se de la natació va treballar com a venedor d'assegurances a Nova York. Va morir en un accident el 16 d'octubre de 1958 a White Plains, Nova York, mentre intentava accedir a un tren.
Nou anys després de la seva mort, el 1967, fou incorporat a l'International Swimming Hall of Fame, juntament amb els seus germans Wallace i Leonard.